# Fernando Lacaba Sánchez
Fernando Lacaba Sánchez (Borja, província de Saragossa, 16 d'abril 1956). Magistrat. Va presidir l'Audiència Provincial de Girona des del mes de febrer de 2001 fins al 2021. Tota la carrera judicial l'ha fet fins ara a Catalunya. A part de magistrat, Lacaba és professor de dret constitucional, professor associat de dret penal de la Universitat de Girona i professor en plans de formació del Centre d'Estudis Jurídics de la Generalitat per a funcionaris de l'Administració de Justícia. Ha publicat nombrosos articles en revistes i monografies col·lectives. Està condecorat amb la Creu al Mèrit Policial amb distintiu blanc, la Creu de Plata de l'Orde del Mèrit del Cos de la Guàrdia Civil i la Creu Distingida de Primera Classe de Sant Raimon de Penyafort.
Lacaba va fer els primers estudis al seu poble, com també el batxillerat, sent la primera promoció de l'institut de Borja. En acabar la secundària va decidir estudiar dret a la Universitat de Saragossa, deixant clar que no volia ser advocat. A tercer de carrera, després de veure judicis a l'Audiència de Saragossa, va decidir ser jutge. Es va llicenciar el 1979 i el setembre del mateix any va fer les oposicions judicials. Als 25 anys ja era jutge. El seu primer destí va ser els jutjats de primera instància de Granollers. després va anar a jutjats de Barcelona i Vic. L'any 1987 va ascendir a magistrat i va ser destinat a l'Hospitalet.
L'any 1988 va ser nomenat magistrat del jutjat de primera instància i instrucció número 3 de Girona. Al principi també va haver de fer-se càrrec dels altres dos jutjats. El 1990 va ocupar el càrrec de jutge unipersonal del Tribunal Tutelar de Menors de Girona. Però per poc temps, ja que aquell mateix any va ser nomenat magistrat de l'Audiència de Girona. Va prendre possessió el 2 d'agost, sota la presidència de Miguel Pérez Capella. A final d'any va ser destinat a la recent creada Secció Segona, presidida per Joan Cremades i amb la magistrada Míriam Iglesias García-Villar. El 1995 va assumir la presidència de la secció Tercera, que va assumir tots els temes penals de l'Audiència gironina.
Va presidir judicis amb jurats populars i va encarregar-se del judici del segrest de la farmacèutica d'Olot. Va ser el primer jutge d'Espanya, l'any 1998, que va condemnar el tràfic d'immigrants.
El 2001 va ser nomenat president de l'Audiència de Girona. Quan va prendre possessió, era el president d'Audiència més jove de tot Espanya. Va ser ratificat en el càrrec el 2006 i el 2011. Com a president, és membre de la Comissió Permanent de la Sala de Govern del Tribunal Superior de Justícia de Catalunya.